# Râul Valea Cazanului
Râul Valea Cazanului este un curs de apă, afluent al râului Brădețel. 

## Hărți
- Munții Bucegi  Arhivat în 28 mai 2008, la Wayback Machine.
- Harta Munții Bucegi
- Harta Munții Bucegi
- Harta Județului Brașov